# Constantin Stamati
Constantin (Costache) Stamati (n. 1786, Huși sau Iași — d. 12 septembrie 1869, Ocnița, ținutul Hotin, gubernia Basarabia, azi Republica Moldova) a fost un scriitor român din Basarabia. Unul din membrii fondatori ai Societății Academice Române (Academia Română), reprezentând Basarabia. A colaborat la Albina românească și Dacia literară.
El s-a stabilit la Chișinău după anexarea din 1812 a Basarabiei de către Rusia țaristă, dar și-a început activitatea literară la Iași. Stamati a devenit funcționar și interpret al administrației țariste din Basarabia. Activitatea lui a fost răsplatită de împărat cu medalia "Sfânta Ana", în grad de cavaler.
A fost membru al "Societății de Medici și Naturaliști" din Basarabia, precum și al "Societății Imperiale de Istorie și Antichități" din Odesa. Era un bun cunoscător de franceză, rusă și greacă și a deținut mai multe funcții publice în Basarabia. 
Spre sfârșitul vieții, se retrage la conacul său din satul Ocnița, unde în 1869 se stinge din viață.

## Date genealogice
Constantin Stamati este fiul paharnicului Toma Stamati și al Smarandei. Este înrudit cu Iacob Stamati, mitropolit al Moldovei.
Paharnicul Toma Stamati a încetat din viață la 7 mai 1817 și a fost înmormântat lângă biserica Sf. Ilie din Chișinău. Clădirea de piatră a bisericii Sf. Ilie din Chișinău datează din 1806, iar Toma Stamati este unul dintre binefăcătorii ei.
Scriitorul român basarabean Constantin Stamati-Ciurea este fiul lui Constantin Stamati.

## Opera
Stamati l-a cunoscut pe Aleksandr Pușkin, în timpul exilului său la Chișinău (1820-1823). 
În opera sa a încercat să renască trecutul glorios al poporului român pentru "luminarea neamului său". A fost un autor iluminist, care a rămas în literatura română prin creațiile sale: Suceava și Alexandru cel Bun în sec. XV; Marele Ștefan și bravul său hatman Arbore; Neneaca, cuconașul ei și dascălul; Geniul vechi al romanilor și românii de astăzi; Despre Basarabia și cetățile ei vechi ș.a. 
Autor de compuneri originale și de imitații din autori europeni, a evocat în „Musa românească” (1868) mitologia și istoria națională, dovedind o imaginație fabuloasă și predilecție pentru viziunea macabră și umorul grotesc. A scris „Povestea povestelor” (1843), basm în versuri albe, sinteză a spiritului folcloric cu fantasticul oriental. A mai scris fabule și comedia de factură clasică „Cum era educația nobililor români în secolul trecut, când domneau fanarioții în țară”, precum și dialogul satiric „Holteiul și boiernașul” etc.